# Zlatno, Poltár
Zlatno este o comună slovacă, aflată în districtul Poltár din regiunea Banská Bystrica. Localitatea se află la altitudinea de 370 m deasupra n.m., se întinde pe o suprafață de 0,36 km2 și în 2017 număra 472 de locuitori. Se învecinează cu comuna České Brezovo.

## Istoric
Localitatea Zlatno este atestată documentar din 1836.

## Demografie
| An:                | 1994 | 2004 | 2014   | 2024   |
| ------------------ | ---- | ---- | ------ | ------ |
| Număr de persoane: | 0    | 514  | 472    | 439    |
| Diferență:         |      | –    | −8,17% | −6,99% |

| An:                | 2023 | 2024   |
| ------------------ | ---- | ------ |
| Număr de persoane: | 447  | 439    |
| Diferență:         |      | −1,78% |